# Jarinje
Jarinje (serbisch-kyrillisch Јариње, albanisch Jarinja oder auch Jarinjë) ist ein Dorf in der Gemeinde Leposavić im Norden des Kosovo. In unmittelbarer Nähe befindet sich der Grenzübergang Jarinje zwischen Serbien und Kosovo.

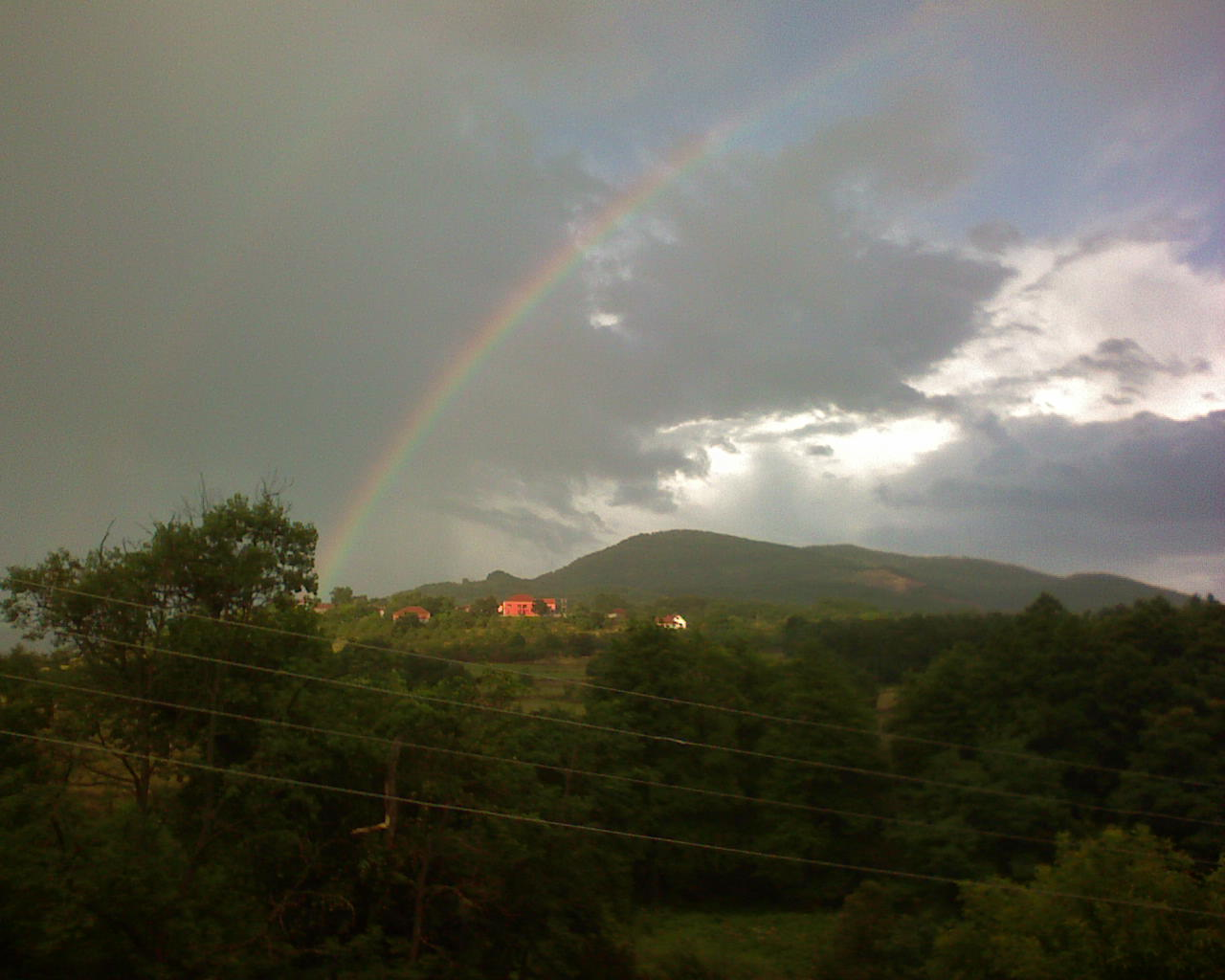
Blick auf Jarinje

## Bevölkerung
| Jahr | Einwohner |
| ---- | --------- |
| 1948 | 709       |
| 1953 | 759       |
| 1961 | 697       |
| 1971 | 581       |
| 1981 | 428       |
| 1991 | 357       |
| 2009 | 82        |

2009 hatte Jarinje 82 Einwohner. Die Volkszählung 2011 fand in den Gemeinden des Nordkosovo nicht statt.